# Liste der Kirchengebäude im Dekanat Abensberg-Mainburg
Die Liste der Kirchengebäude im Dekanat Abensberg-Mainburg listet die Kirchengebäude des ehemaligen Dekanats im Bistum Regensburg auf. Sein Gebiet lag im südlichen Landkreis Kelheim. Es ging zum 1. März 2022 im Dekanat Kelheim auf.

## Liste der Kirchengebäude
| Bild | Pfarrkirche                                             | Ort                                                                   | Filialkirchen | Pfarrverband                                                                            |
| ---- | ------------------------------------------------------- | --------------------------------------------------------------------- | --- | --------------------------------------------------------------------------------------- |
|      | Pfarrkirche St. Barbara                                 | Abensberg Liste der Baudenkmäler in Abensberg                         | Filialkirche Unsere Liebe Frau vom Berge Karmel in Abensberg Filialkirche Mariä Himmelfahrt in Aunkofen Kapelle St. Peter in Abensberg | Abensberg                                                                               |
|      | Benefizium St. Sebastian (und Gallus?)                  | Sandharlanden bei Abensberg                                           | | Abensberg                                                                               |
|      | Pfarrkirche St. Nikolaus                                | Pullach bei Abensberg                                                 | Filialkirche St. Stephanus in Arnhofen | Abensberg                                                                               |
|      | Pfarrkirche St. Leonhard                                | Aiglsbach Liste der Baudenkmäler in Aiglsbach                         | Filialkirche Mariä Himmelfahrt in Gasseltshausen Filialkirche St. Martin in Pöbenhausen | Die Pfarrei wird vom Pfarrverband Engelbrechtsmünster im Dekanat Geisenfeld mitbetreut. |
|      | Pfarrkirche St. Nikolaus                                | Attenhofen Liste der Baudenkmäler in Attenhofen                       | | Attenhofen                                                                              |
|      | Pfarrkirche St. Georg                                   | Pötzmes bei Attenhofen                                                | Filialkirche St. Andreas in Rachertshofen Filialkirche St. Katharina und Barbara in Rannertshofen Filialkirche St. Simon in Seeb | Attenhofen                                                                              |
|      | Pfarrkirche St. Michael                                 | Walkertshofen in Attenhofen                                           | Filialkirche St. Xystus in Allakofen Filialkirche St. Martin und Nikolaus in Wolfshausen | Attenhofen                                                                              |
|      | Pfarrkirche St. Andreas                                 | Bad Gögging bei Neustadt an der Donau                                 | Filialkirche St. Johann Baptist in Heiligenstadt Filialkirche Mariä Heimsuchung in Niederulrain Filialkirche St. Achatius in Oberulrain Filialkirche St. Ulrich und Wolfgang in Sittling | Bad Gögging-Eining                                                                      |
|      | Pfarrkirche St. Sebastian                               | Eining bei Neustadt an der Donau                                      | | Bad Gögging-Eining                                                                      |
|      | Pfarrkirche Maria Immaculata                            | Elsendorf Liste der Baudenkmäler in Elsendorf                         | Filialkirche St. Nikolaus in Horneck Wallfahrtskirche St. Anton in Sankt Anton Kapelle zu den Vierzehn Nothelfern bei Sankt Anton Schlosskapelle St. Georg in Ratzenhofen | Elsendorf                                                                               |
|      | Pfarrkirche St. Peter                                   | Appersdorf bei Elsendorf                                              | Filialkirche Hl. Kreuz in Haunsbach Filialkirche Mariä Namen in Meilenhofen Kapelle Mariä Heimsuchung in Mariabrünnl (Brünnlkapelle) | Elsendorf                                                                               |
|      | Expositur St. Koloman                                   | Berghausen bei Aiglsbach                                              | | Elsendorf                                                                               |
|      | Pfarrkirche St. Georg in Hienheim                       | Hienheim bei Neustadt an der Donau                                    | Filialkirche St. Wolfgang in Arresting Filialkirche St. Walburga in Laimerstadt Filialkirche St. Pankratius in Schwaben | Hienheim-Irnsing                                                                        |
|      | Expositur Mariä Geburt                                  | Irnsing bei Neustadt an der Donau                                     | Filialkirche Mariä Opferung in Pirkenbrunn | Hienheim-Irnsing                                                                        |
|      | Pfarrkirche Mariä Lichtmess                             | Lindkirchen bei Mainburg                                              | Filialkirche St. Johannes der Täufer in Leitenbach Filialkirche St. Stephanus in Unterwangenbach | Lindkirchen-Ebrantshausen                                                               |
|      | Kuratbenefizium St. Peter und Paul                      | Ebrantshausen bei Mainburg                                            | | Lindkirchen-Ebrantshausen                                                               |
|      | Pfarrkirche Zu Unserer Lieben Frau                      | Mainburg Liste der Baudenkmäler bei Mainburg                          | Filialkirche St. Laurentius in Mainburg (Alte Pfarrkirche) Filialkirche St. Salvator in Mainburg Kapelle St. Michael in Mainburg | Mainburg                                                                                |
|      | Pfarrkirche St. Andreas                                 | Oberempfenbach bei Mainburg                                           | Filialkirche St. Ulrich in Unterempfenbach Nebenkirche St. Wolfgang in Marzill | Mainburg                                                                                |
|      | Pfarrkirche Mariä Himmelfahrt                           | Sandelzhausen bei Mainburg                                            | | Mainburg                                                                                |
|      | Pfarrkirche St. Laurentius                              | Neustadt an der Donau Liste der Baudenkmäler in Neustadt an der Donau | Filialkirche Mariä Himmelfahrt in Marching Filialkirche Mariä Himmelfahrt in Mauern Kapelle St. Anna in Neustadt an der Donau Kapelle St. Nikolaus in Neustadt an der Donau Kapelle Zu Unserer Lieben Frau in Wöhr | Neustadt an der Donau                                                                   |
|      | Pfarrkirche St. Vitus                                   | Mühlhausen bei Neustadt an der Donau                                  | Filialkirche St. Andreas in Geibenstetten Nebenkirche St. Jakob in Mühlhausen | Neustadt an der Donau                                                                   |
|      | Pfarrkirche St. Vitus                                   | Offenstetten bei Abensberg                                            | | Offenstetten-Sallingberg-Biburg                                                         |
|      | Expositur St. Michael                                   | Sallingberg bei Rohr                                                  | | Offenstetten-Sallingberg-Biburg                                                         |
|      | Pfarrkirche Maria Immaculata                            | Biburg Liste der Baudenkmäler in Biburg                               | Wallfahrtskirche Mariä Himmelfahrt in Allersdorf Filialkirche St. Margarethe in Altdürnbuch Filialkirche St. Leonhard in Perka | Offenstetten-Sallingberg-Biburg                                                         |
|      | Pfarrkirche St. Andreas                                 | Pürkwang bei Wildenberg Liste der Baudenkmäler in Wildenberg          | Filialkirche St. Laurentius in Eschenhart Filialkirche St. Margareta in Margarethenthann Filialkirche St. Ägidius in Oberbuch Filialkirche Unserer Lieben Frau in Oberlauterbach Filialkirche St. Maria in Tollbach Nebenkirche St. Johannes in Baldershausen Nebenkirche Hl. Kreuz in Willersdorf Dorfkapelle in Irlach Kapelle St. Maria in Ludmannsdorf Pestkapelle bei Oberlauterbach Schlosskapelle in Oberlauterbach Lourdesgrotte in Pürkwang Dorfkapelle in Schweinbach Prasterkapelle bei Wildenberg Schlosskapelle St. Georg und St. Katharina in Wildenberg | Pürkwang-Kirchdorf                                                                      |
|      | Pfarrkirche St. Elisabeth                               | Kirchdorf Liste der Baudenkmäler in Kirchdorf                         | Filialkirche St. Petrus in Mantelkirchen Filialkirche St. Georg in Unterhörlbach | Pürkwang-Kirchdorf                                                                      |
|      | Pfarr- und Klosterkirche Mariä Himmelfahrt (Asamkirche) | Rohr in Niederbayern Liste der Baudenkmäler in Rohr                   | Filialkirche St. Florian in Helchenbach Lorettokapelle in Rohr | Rohr in Niederbayern                                                                    |
|      | Benefizium St. Sebastian                                | Obereulenbach bei Rohr                                                | | Rohr in Niederbayern                                                                    |
|      | Pfarrkirche Mariä Opferung                              | Laaberberg bei Rohr                                                   | Filialkirche St. Martin in Högldorf Filialkirche St. Peter und Paul in Niedereulenbach | Rohr in Niederbayern                                                                    |
|      | Pfarrkirche St. Nikolaus                                | Siegenburg Liste der Baudenkmäler in Siegenburg                       | | Siegenburg                                                                              |
|      | Pfarrkirche St. Ulrich                                  | Niederumelsdorf bei Siegenburg                                        | | Siegenburg                                                                              |
|      | Pfarrkirche St. Michael                                 | Train Liste der Baudenkmäler in Train                                 | Filialkirche St. Barbara in Mallmersdorf Filialkirche St. Georg in Neukirchen Kapelle St. Johann Nepomuk in Sankt Johann Schlosskapelle Zur Getreuen Jungfrau in Train | Siegenburg                                                                              |
|      | Pfarrkirche St. Ägidius                                 | Volkenschwand Liste der Baudenkmäler in Volkenschwand                 | Filialkirche St. Martin in Martinszell Marienkapelle in Neuhausen Marienkapelle bei Volkenschwand | Volkenschwand                                                                           |
|      | Pfarrkirche Hl. Kreuz und Schmerzhafte Muttergottes     | Großgundertshausen bei Volkenschwand                                  | Filialkirche St. Johannes in Herrenau Filialkirche St. Stephanus in Kleingundertshausen Filialkirche St. Jakobus in Leibersdorf | Volkenschwand                                                                           |